# Polycarpaea carnosa
Polycarpaea carnosa är en nejlikväxtart som beskrevs av Christen Smith. Polycarpaea carnosa ingår i släktet Polycarpaea och familjen nejlikväxter.

## Underarter
Arten delas in i följande underarter:
- P. c. diversifolia
- P. c. spathulata